# Mehryn Kraker
Mehryn Donegan Kraker (West Allis, 5 giugno 1994) è una cestista e allenatrice di pallacanestro statunitense.

## Carriera
È stata selezionata dalle Washington Mystics al terzo giro del Draft WNBA 2017 (27ª scelta assoluta).